# پرویز باقروف
پرویز باقروف (انگلیسی: Parviz Baghirov؛ زادهٔ ۱۰ فوریهٔ ۱۹۹۴) بوکسور اهل جمهوری آذربایجان است.